# Артур Гантер
А́ртур Ніл Га́нтер (англ. Arthur Neal Gunter; 23 травня 1926, Нашвілл, Теннессі — 16 березня 1976, Порт-Гурон, Мічиган) — американський блюзовий музикант. Відомий як автор пісні «Baby Let's Play House», яка пізніше стала хітом для Елвіса Преслі.

## Біографія
Народився 23 травня 1926 року в Нашвіллі, штат Теннессі. Син Вільяма Ґантера і Фенні Моррісон, брат Літтла Ела. Почав займатися музикою у дитинстві; разом з братами співав у госпел-гурті Gunter Brothers Quartet.
На початку 1950-х років виступав з багатьма блюзовими гуртами у Нашвіллі, доки у 1954 році не підписав контракт з лейблом звукозапису Excello Records. У листопаді 1954 року записав пісню «Baby Let's Play House», яка стала його найбільшим хітом і в 1955 році посіла 12-е місце в чарті R&B Singles журналу «Billboard». В 1955 році свою версію пісні записав Елвіс Преслі на Sun Records (пісня посіла 5-е місце в чарті Country Singles). Того ж року Гантер отримав  за пісню гонорар на суму $6500. Пізніше «Baby Let's Play House» також виконували інші рок-н-рольні музиканти, зокрема Бадді Голлі і Вінс Тейлор.
До 1961 року записувався на Excello. Коли у 1966 році гурт Гантера розпався, переїхав у Понтіак, Мічиган, де виступав дуже рідко. У 1971 році Excello випустив альбом-компіляцію Black and Blues, який складався з записаних Гантером пісень у 1950-х і 1960-х. Залишив музику у 1973 році, коли виграв у Мічиганській державній лотереї.
Помер 16 березня 1976 року від пневмонії у себе вдома у Порт-Гуроні, Мічиган.

## Дискографія

### Альбоми
- Black and Blues (1971, Excello)

### Сингли
- «Baby Let's Play House»/«Blues After Hours» (Excello), 1954
- «She's Mine All Mine»/«You Are Doing Me Wrong» (Excello), 1955
- «Honey Babe»/«No Happy Home» (Excello), 1955
- «Trouble With My Baby»/«Baby You Better Listen» (Excello), 1955
- «Hear My Plea Baby»/«Love Has Got Me» (Excello), 1956
- «Baby Can't You See»/«You're Always On My Mind» (Excello), 1957
- «Ludella»/«We're Gonna Shake» (Excello), 1958
- «Don't Leave Me Now»/«Crazy Me» (Excello), 1958
- «No Naggin' No Draggin'»/«I Want Her Back» (Excello), 1959
- «Little Blue Jeans Woman»/«Mind Your Own Business Babe» (Excello), 1960
- «My Heart's Always Lonesome»/«Love's Got Me» (Excello), 1961
- «Who Will Ever Move Me From You»/«Workin' For My Baby» (Excello), 1961